# Províncias Meridionais

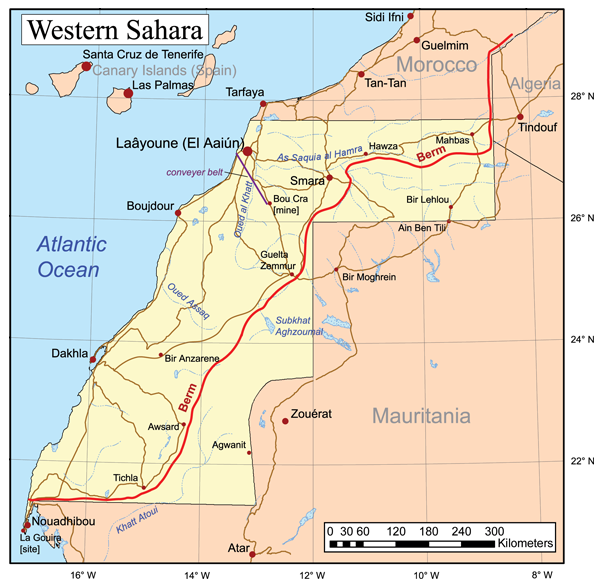
As províncias Meridionais formam a área a oeste da linha vermelha, a qual representa o Muro Marroquino.

As Províncias Meridionais ou Províncias marroquinas do Saara são os nomes pelos quais o governo de Marrocos chamou o Saara Ocidental.
Após os acordos de Madri com a Espanha em 1975, Marrocos ocupou militarmente Saguia el-Hamra, e a parte norte do Rio de Oro, enquanto Mauritânia assumiu o controle do restante do Rio de Oro e al-Gharbiyya de Tiris. Grande parte dos habitantes do território, fugiram para a fronteira da Argélia e a Frente Polisário proclamou a República Árabe Saaraui Democrática iniciando uma guerra de guerrilha com o apoio da Argélia pela independência do território, o que resultou na Mauritânia abandonar o território em 1979.
Com a retirada da Mauritânia, Marrocos assumiu o controle total das restantes partes do Saguia el-Hamra. Com o cessar-fogo patrocinado pela Organização das Nações Unidas em 1991, a maior parte do território é atualmente administrada por Marrocos. A Frente Polisário reivindica a controlar o resto da província que faz divisa com a Argélia, sendo esta parte quase desabitada. A linha de cessar-fogo corresponde à rota do Muro Marroquino mas ambos os lados reivindicam o território em sua totalidade.
A República Árabe Saaraui Democrática (RASD) é reconhecida por 44 países, e é um membro pleno da União Africana. No entanto a soberania marroquina sobre o território é explicitamente reconhecida pela Liga Árabe,  e apoiada por alguns outros estados.
Administrativamente, Marrocos dividiu o território sob seu controle em três unidades administrativas ( wilayas ). Bandeiras e brasões foram criados para as wilayas de Bojador, Smara e Laayoune. Houve outras alterações nos territórios em 1983, através da adição de Dakhla, tornando-se quatro wilayas. Em 1990 Wadi al-Dhahab (Rio de Oro) foi adicionado como uma nova Wilaya.